# Poissonproces
In de stochastiek is een poissonproces een telproces met onafhankelijke aangroeiingen die poissonverdeeld zijn en wel zodanig dat de parameter evenredig is met de lengte van het tijdsinterval. De evenredigheidsconstante wordt de intensiteit van het proces genoemd. De term poissonproces stamt van de onderliggende poissonverdeling, genoemd naar de Franse wiskundige Siméon Poisson, die overigens zelf nooit poissonprocessen heeft bestudeerd.

## Definitie
Het stochastische proces {\displaystyle N_{t}}, in continue tijd {\displaystyle t}, heet een poissonproces met intensiteit {\displaystyle \lambda >0} als het voldoet aan:
1. {\displaystyle N_{t}(\omega )\in \mathbb {N} }
2. {\displaystyle N_{0}(\omega )=0}
3. {\displaystyle N_{t}} is poissonverdeeld met parameter {\displaystyle \lambda t}
4. voor alle {\displaystyle n} en alle {\displaystyle t_{0}<t_{1}<\ldots <t_{n}} zijn de aangroeiingen {\displaystyle N_{t_{1}}-N_{t_{0}},\ N_{t_{2}}-N_{t_{1}},\ldots ,\ N_{t_{n}}-N_{t_{n-1}}} onderling onafhankelijk

## Eigenschappen
Uit de eisen 3 en 4 volgt dat voor alle {\displaystyle s<t} de aangroeiing {\displaystyle N_{t}-N_{s}} poissonverdeeld is met parameter {\displaystyle \lambda (t-s)}.
De verwachtingswaarde is: {\displaystyle \operatorname {E} N_{t}=\lambda t}.
De variantie is: {\displaystyle \operatorname {var} (N_{t})=\lambda t}.
De covariantie voor {\displaystyle s<t} is: {\displaystyle \operatorname {cov} (N_{s},N_{t})=\operatorname {cov} (N_{s},N_{s}+N_{t}-N_{s})=\operatorname {var} (N_{s})=\lambda s}.
De correlatie wordt voor {\displaystyle s<t} gegeven door de coëfficiënt: {\displaystyle \rho (N_{s},N_{t})={\frac {\operatorname {cov} (N_{s},N_{t})}{\sigma (N_{s})\sigma (N_{t})}}={\sqrt {\frac {s}{t}}}}.
Een poissonproces met intensiteit {\displaystyle \lambda } is een geboorte- en sterfteproces zonder sterfte, dus met {\displaystyle \mu _{i}=0} voor alle {\displaystyle i} en een constante geboorte-intensiteit {\displaystyle \lambda _{i}=\lambda }. De geboorten in het interval {\displaystyle (s,t]} zijn gegeven het aantal {\displaystyle N_{t}-N_{s}=n} uniform verdeeld op het interval. Voor het tijdstip {\displaystyle T_{n}} van de {\displaystyle n}-de geboorte  geldt:
{\displaystyle P(T_{n}\leq t)=P(N_{t}\geq n)}
Voor de tijd tussen twee geboorten, de tussenaankomsttijd, volgt dan:
{\displaystyle P(T_{n+1}-T_{n}\leq v)=P(N_{v}\geq 1)=1-P(N_{v}=0)=1-e^{-\lambda v}}
De tussenaankomsttijd is dus exponentieel verdeeld met parameter {\displaystyle \lambda }.